# Play (фреймворк)
Play — каркас разработки с открытым кодом, написанный на Scala и Java, использует паттерн проектирования Model-View-Controller (MVC). Нацелен на повышение производительности, используя договорённости перед конфигурацией, горячую перегрузку кода и отображения ошибок в браузере. Разработку Play вдохновили такие каркасы как Ruby on Rails и Django.
Известные сайты, которые используют Play:
- BBC[2][3],
- Coursera[4],
- Gawker[2],
- Gilt[5],
- Гардиан[2][6],
- Her Majesty's Revenue and Customs [7],
- The Huffington Post[2],
- Klout[8][9],
- Lichess[10],
- LinkedIn[11],
- Нью-Йорк Таймс[2][12][13],
- Walmart[5][14][15][16],
- ZapTravel.